# Premio Enrico Fermi
Der Premio Enrico Fermi ist ein Physik-Preis der Italienischen Physikalischen Gesellschaft (Società Italiana di Fisica), der seit 2001 vergeben wird und nach Enrico Fermi benannt ist. Er ist mit 30.000 Euro dotiert.
Daneben gibt es seit 1956 den US-amerikanischen Enrico-Fermi-Preis.

## Preisträger
- 2001 Antonino Zichichi (Anti-Deuteron und Arbeiten, die den Weg zur Entdeckung schwerer Leptonen ebneten)
- 2002 Giorgio Parisi (statistische Mechanik ungeordneter Systeme)
- 2003 Nicola Cabibbo, Raffaele Raoul Gatto (schwache Zerfälle seltsamer Teilchen), Luciano Maiani
- 2004 Massimo Inguscio (Bose-Einstein-Kondensate)
- 2005 Sergio Ferrara, Gabriele Veneziano, Bruno Zumino
- 2006 Giorgio Careri (quantisierte Wirbel in Supraflüssigkeiten), Fortunato Tito Arecchi (Experimente zur statistischen Natur kohärenter Strahlung)
- 2007 Milla Baldo Ceolin (K-Meson, Neutrinos), Ettore Fiorini (neutrale Ströme, solare Neutrinos), Italo Mannelli (direkte CP-Verletzung im K-Meson System)
- 2008 Giulio Casati (Quantenchaos), Luigi Lugiato (Instabilitäten in nichtlinearer Optik), Luciano Pietronero (Nachweis fraktaler Strukturen bei verschiedenen selbstorganisierenden Systemen)
- 2009 Dimitri Nanopoulos, Miguel Virasoro
- 2010 Enrico Costa, Filippo Frontera (Nachglühen von Gammablitzen beobachtet mit BeppoSAX Satellit) und Francesco Iachello
- 2011 Dieter Haidt, Antonino Pullia für die Entdeckung des Z-Bosons (schwache neutrale Ströme) mit der Gargamelle-Blasenkammer am CERN 1973
- 2012 Roberto Car, Michele Parrinello
- 2013 Pierluigi Campana (Sprecher von LHCb), Simone Giania (Sprecher von TOTEM), Fabiola Gianotti (Sprecher von ATLAS), Paolo Giubellino (Sprecher von ALICE), Guido Tonelli (ehemaliger Sprecher von CMS) für diverse Entdeckungen der CERN-Experimente im vorangegangenen Jahr
- 2014 Federico Faggin für seine Beiträge zur Entwicklung moderner Mikroprozessoren
- 2015 Toshiki Tajima, Diederik Wiersma für ihre Beiträge zur Erforschung der Interaktionen von Licht und Materie
- 2016 Barry Barish, Adalberto Giazotto für ihren Anteil an der Entdeckung der Gravitationswellen und der Entdeckung von verschmelzenden Schwarzen Löchern (binary black hole mergers)
- 2017 Gianpaolo Bellini, Veniamin Berezinsky, Till Arnulf Kirsten für ihre Beiträge zur Physik und Astrophysik der Neutrinos
- 2018 Federico Capasso, Lew Petrowitsch Pitajewski, Erio Tosatti für Beiträge zum Verständnis der Quanteneigenschaften kondensierter Materie
- 2019 Marcello Giorgi, Tatsuya Nakada für ihre experimentellen Beiträge zur Verletzung der Symmetrie zwischen Quarks
- 2020 Sandro de Silvestri für seine Arbeiten zur Erzeugung von Lichtimpulsen mit reduzierter optischer Zyklusdauer und für Anwendungen in der Materialspektroskopie und nichtlinearen Optik unter extremen Bedingungen, Patrizia Tavella, Giovanni Mana für ihre originellen und wichtigen Beiträge zur Zeitmessung und Definition der Masse
- 2021 Elena Aprile, Patrizia Caraveo für ihre Beiträge zur Beobachtung des Universums
- 2022 Giorgio Benedek, Jan Peter Toennies für Beiträge zur Festkörperphysik
- 2023 Massimo Ferrario, Lucio Rossi, Frank Zimmermann für Beiträge zur Beschleunigertechnik
- 2024 Alberto Diaspro für Verbesserungen der Lichtmikroskopie zur Anwendung in zellulärer und molekularer Biophysik, Francesco Saverio Pavone für Beiträge zur spektroskopischen Bildgebung und Einzelmolekülmanipulation
- 2025 Walter Kutschera, Pier Andrea Mandò, Marco Martin für Beiträge zu Beschleuniger-Massenspektrometrie und Thermolumineszenzdatierung[1]